# 4-я Ленинградская кавалерийская дивизия
4-я Ленинградская кавалерийская дивизия — соединение кавалерии РККА, созданное во время Гражданской войны в России 1918—1920 годов. Являлось маневренным средством в руках фронтового и армейского командования для решения оперативных и тактических задач.

## История создания
Сформирована 28 ноября 1918 года как 1-я сводная кавалерийская дивизия.
С 30 января 1919 года — отдельная кавалерийская дивизия 10-й армии.
С 14 марта 1919 года — 4-я кавалерийская дивизия.
13 декабря 1920 года приказом РВСР № 2797/559 4-я кавдивизии присвоено наименование 4-й Петроградской кавалерийской дивизии, с 1924 года 4-й Ленинградской кавалерийской дивизии.
21 апреля 1936 года преобразована в 4-ю Донскую казачью дивизию имени К. Е. Ворошилова..

## Состав, организация, дислокация

### Дислокация
- на 1932 год — Старый Петергоф (ЛВО)[1].
- В 1932 году передислоцирована в город Слуцк, в Белорусский военный округ[1].

### Входила в состав
Входила в состав:
- 10-й армии (с ноября 1918 года),
- Конного корпуса Будённого 10-й армии (июль — ноябрь 1919 года),
- 1-й Конной армии (ноябрь 1919 года — 1923 год),
- войск Украины и Крыма (декабрь 1920 года — май 1921 года),
- Северо-Кавказского военного округа (1921 год — 1923 год),
- Петроградского военного округа (позднее Ленинградского военного округа) (август 1923 года — 1934 год), Западного военного округа (позднее Белорусского военного округа) (1934 год — апрель 1936 года), 3-го (до сентября 1935 года) и 6-го (сентябрь 1935 года — апрель 1936 года) кавалерийских корпусов.[1].

## Командный состав 4-й Ленинградской кавалерийской дивизии

### Начальники
- Думенко, Борис Мокеевич — с 14 марта 1919 года по 24 марта 1919 года[2]
- Будённый, Семен Михайлович — с 24 марта 1919 года по 6 августа 1919 года[2]
- Городовиков, Ока Иванович — с 8 августа 1919 года по 25 апреля 1920 года[2]
- Косогов, Иван Дмитриевич, врид — с 25 апреля 1920 года по 1 мая 1920 года[2]
- Коротчаев, Дмитрий Дмитриевич, врид — с 1 мая 1920 года по 18 июня 1920 года[2]
- Литунов, Фёдор Михайлович, врид — с 18 июня 1920 года по 19 августа 1920 года[2]
- Тюленев, Иван Владимирович, врид — с 20 августа 1920 года по 23 августа 1920 года[2]
- Тимошенко, Семён Константинович — с 23 августа 1920 года по 1 ноября 1920 года, с 23 ноября 1920 года по 24 октября 1921 года[2]
- Маслаков, Григорий Савельевич, врид — с 1 ноября 1920 года по 23 ноября 1920 года[2]
- Тимошенко, Семён Константинович — с 23 ноября 1920 года по 1925 год, с 23 ноября 1920 года по 24 октября 1921 года[2]
- Зотов, Степан Андреевич — 23.05.1924 — 15.10.1929[2]
- Апанасенко, Иосиф Родионович — с 15 октября 1929 года по 15 ноября 1932 года[2]
- Клеткин, Григорий Платонович — с ноября 1932 года по март 1933 года
- Жуков, Георгий Константинович — с 26 марта 1933 года по 21 апреля 1936 года[2]

### Военкомы
- Варфоломей Новицкий — с 14 марта 1919 года по 15 мая 1919 года[2]
- Зайцев — с 1 апреля 1919 года по 4 мая 1919 года[2]
- Алексей Хазов — с 15 мая 1919 года по 29 мая 1919 года[2]
- Мусин, Николай Адамович — с 11 июня 1919 года по 6 августа 1919 года[2]
- Детистов, Александр Митрофанович — с 7 сентября 1919 года по 25 мая 1920 года[2]
- Донсков, Георгий Иванович — с 25 мая 1920 по 9 июня 1920 года[2]
- Берлов, Василий Иванович — с 9 июня 1920 по 22 июня 1920 года[2]
- Грай, Семён Фёдорович — с 22 сентября 1920 по 30 мая 1921 года[2]

### Начальники штаба
- Голинский, Георгий Владимирович — с 1 апреля 1919 года по 3 апреля 1919 года[2]
- Крыжанский, Георгий Деомидович — с 3 апреля 1919 года по 5 июня 1919 года[2]
- Алексей Савельев — с 5 июня 1919 года по 6 июля 1919 года[2]
- Погребов, Виктор Андреевич — с 6 июля 1919 года по 6 августа 1919 года[2]
- Новиков, Василий Васильевич, врид — с 25 апреля 1920 года по 1 мая 1920 года[2]
- Косогов, Иван Дмитриевич — с 6 августа 1919 года по 25 апреля 1920 года, с 1 мая 1920 года по 25 октября 1921 года[2]
- Зотов, Степан Андреевич (22.05.1923 — 22.08.1923).
- Вертоградский, Александр Иванович — с 1933 года[2]
- Смирнов, Михаил Васильевич — до февраля 1936 года[2]